# Spitzenlastkessel

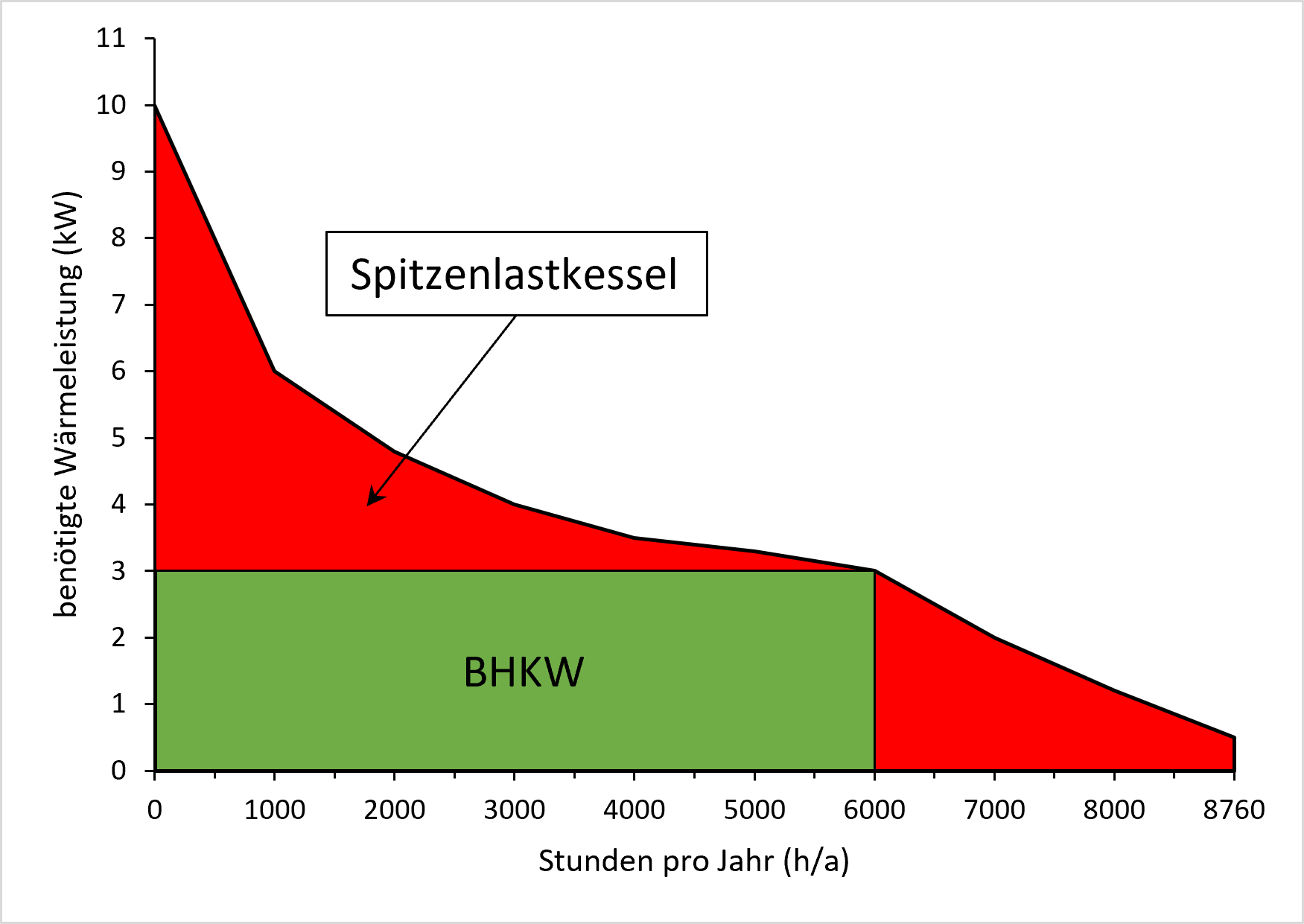
Das Diagramm stellt anhand einer fiktiven Jahresdauerlinie beispielhaft die Anteile des Spitzenlastkessel (rot) und des BHKW (grün) am jährlichen Wärmebedarf eines Gebäudes dar. Unterschreitet die benötigte Wärmeleistung die Auslegungsleistung des BHKW, wird die gesamte Wärmeleistung über den Spitzenlastkessel bereitgestellt. Überschreitet die benötigte Wärmeleistung die Auslegungsleistung des BHKW, wird der Spitzenlastkessel zugeschaltet und stellt die zusätzlich benötigte Wärmeleistung bereit.

Ein Spitzenlastkessel ist ein konventioneller Heizkessel (z. B. mit Gas befeuert), welcher die Aufgabe hat, die Spitzenlasten in der Wärmeversorgung eines Gebäudes zu decken.

## Betriebsweise
Ein Spitzenlastkessel wird oft in bivalenten Anlagen in Kombination mit einem BHKW eingesetzt. Dabei wird das BHKW nur auf eine Wärmegrundlast von ca. 10–30 % der Spitzenlast ausgelegt und erreicht so trotzdem einen Anteil am gesamten jährlichen Wärmebedarf von etwa 40–60 %. Liegt die bereitzustellende Wärmeleistung unter oder über der Auslegungsleistung des BHKW, wird entweder das BHKW abgeschaltet und die gesamte Wärme über den Spitzenlastkessel zur Verfügung gestellt oder der Spitzenlastkessel zusätzlich zum BHKW eingeschaltet.
Der Vorteil ist, dass mit der bivalenten Anlage über das Jahr eine sehr lange Laufzeit des BHKW im optimalen Lastbereich (Auslegungsleistung des BHKW) realisiert werden kann. Da aufgrund der kombinierten Strom- und Wärmeerzeugung im BHKW eine sehr hohe Brennstoffausnutzung (über 90 %) und damit große CO2-Einsparungen (gegenüber Strom- und Wärmeerzeugung in getrennten Prozessen) möglich sind, sollte eine solche lange Laufzeit über das Jahr angestrebt werden. Auch wird ein häufiges An- und Abschalten, das sogenannte Takten, des BHKW vermieden, wodurch sich seine Lebensdauer erhöht.
Wird in die Anlage zusätzlich ein Pufferspeicher eingebaut, kann die Laufzeit des BHKW weiter erhöht werden. Bei benötigten Wärmeleistungen unterhalb der Auslegungsleistung des BHKW läuft dieses weiter und lädt mit der überschüssigen Wärmeleistung den Speicher, der Spitzenlastkessel muss nicht eingeschaltet werden. Die gespeicherte Wärme kann zu einem späteren Zeitpunkt wieder abgerufen werden und der Spitzenlastkessel muss ebenfalls nicht eingeschaltet werden. Dadurch sind weitere CO2-Einsparungen möglich.

## Auslegung
Der Spitzenlastkessel sollte so ausgelegt werden, dass er mindestens 70 % der maximal benötigten Heizleistung (Spitzenlast) bereitstellen kann. Dadurch wird die Wärmebereitstellung im Falle von Wartungsarbeiten oder eines Ausfalls des BHKW sichergestellt.
Bei Umrüstung auf ein BHKW kann oftmals der ehemalige Heizkessel zum Spitzenlastkessel umfunktioniert werden. Seine schlechtere Energieeffizienz ist dabei nachrangig, da er die meiste Zeit des Jahres (über die Sommermonate) abgeschaltet bleiben kann.